# Maria Eleonora Karsten

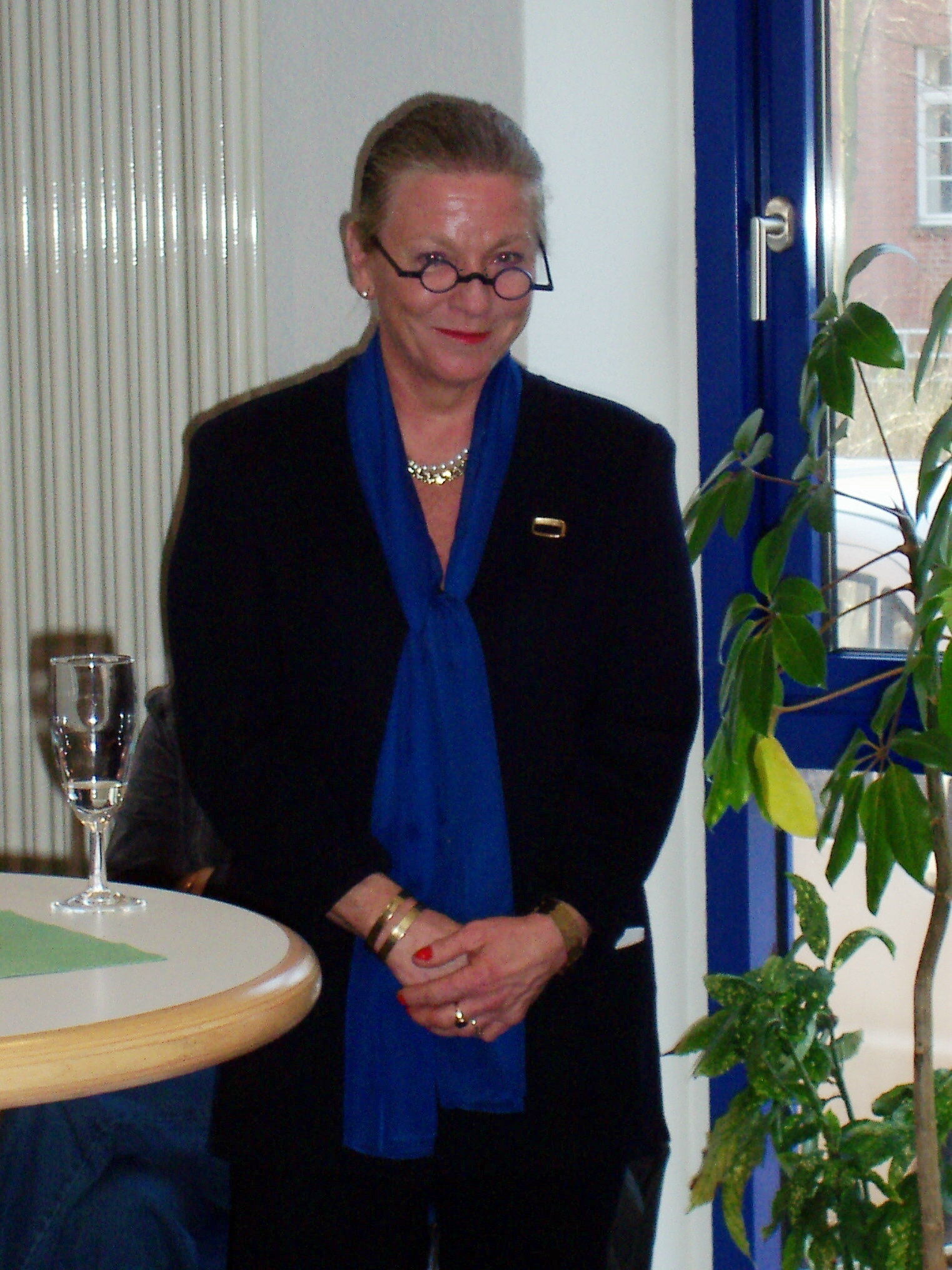
Maria Eleonora Karsten

Maria-Eleonora Karsten, geborene Flora (* 7. März 1949 in Münster; † 23. Oktober 2021 ebenda) war eine deutsche Erziehungswissenschaftlerin und Professorin für Sozialdidaktik und Sozialmanagement.

## Werdegang
Maria Eleonora Karsten studierte an der Westfälischen Universität Münster Erziehungs- und Sozialwissenschaft sowie Psychologie und war damit eine der ersten Personen in Deutschland, die einen Diplomabschluss in Erziehungswissenschaften erwerben konnte. Anschließend promovierte sie gemeinsam mit Ursula Rabe-Kleberg 1976 zum Thema „Sozialisation im Kindergarten“. Ihre fachlichen Fähigkeiten realisierte sie anschließend in Fort- und Weiterbildungen für sozialpädagogische Fachkräfte. Zeitgleich lehrte sie an den Universitäten Münster, Dortmund und der Fernuniversität in Hagen. Zwischenzeitlich vertrat sie die Professur für Sozialpädagogik an der Bergischen Universität Wuppertal, bevor sie 1990 zunächst für die Verwaltungsprofessur für Sozialadministration/Sozialmanagement an die Universität Lüneburg wechselte. Im Jahr 1991 wurde sie Professorin auf Lebenszeit im Beamtenverhältnis und entwickelte den Studiengang ‚Lehramt an berufsbildenden Schulen – Fachrichtung Sozialpädagogik‘, der 1996 startete. Im Zusammenhang mit dem Lehramtsstudium entwickelte Maria Eleonora Karsten (kurz: MEK) vor allem die Sozialdidaktik weiter und prägte damit Generationen von berufsschulischen Lehrkräften.
Der erste Bundeskongress Soziale Arbeit fand 1992 in Lüneburg statt. Er verdankte den großartigen Beginn und eine lange Reihe weiterer Kongresse dieses Formats in besonderer Weise dem Engagement von Maria-Eleonora Karsten.
In den Jahren 1991 bis 2004 war sie zur Frauenbeauftragten der Universität Lüneburg bestellt. Diese Arbeit führte sie von 2005 bis 2013 als dezentrale Gleichstellungsbeauftragte der Fakultät Bildung engagiert fort.
Zusätzlich war sie als Vertrauensdozentin für die Heinrich-Böll und die Hans-Böckler-Stiftung tätig und ermutigte dadurch viele Studierende, Stipendien anzunehmen und somit den Grundstein für ihre wissenschaftlichen Karrierewege zu legen.
Ab 2003 engagierte sich Karsten auch in der Akkreditierung von Hochschulstudiengängen bei der AHGPS und gestaltete so auch politisch das Feld der sozialen Frauenberufe nachhaltig mit.
Im Niedersächsischen Forschungsinstitut für Bildung und Erziehung im Kindesalter (nifbe) war sie beratend tätig und veranstaltete in regelmäßigen Abständen gemeinsam mit dem nifbe Tagungen zu Themen der Elementarpädagogik. Auch war sie von 1990 bis 1994 Vorstandsmitglied der Deutschen Gesellschaft für Erziehungswissenschaft.
Im April 2017 wurde Maria Eleonora Karsten in den Ruhestand mit dem Tagungstitel „Nur wer eigene Wege geht, hinterlässt auch eigene Spuren. Wege und Irrwege der Sozialpädagogik“ verabschiedet. Karsten selbst bezeichnet diesen Lebensabschnitt passend zu ihrem ungebrochenen fachlichen Antrieb als „Unruhestand“. Ihre Ruhestandsverabschiedung kommentierte Karsten: „Will ich gar nicht […] ich bleibe Ansprechpartnerin, ich begleite nach wie vor Bachelor- und Masterarbeiten sowie Promotionen, und ich mische mich weiterhin ein.“
Dieses Versprechen löste Karsten bis zum Schluss ein, da sie an verschiedenen Hochschulen (Universität Vechta, Medial School Hamburg, Paritätische Hochschule Berlin) weiterhin Lehraufträgen nachging und mit verschiedenen Lehrenden Lehrbriefe verfasste und Promotionen begleitete.
In nahezu allen Veröffentlichungen und gesellschaftlich-politischen Aktionen von Marile Karsten ist ein wissenschaftliches und zugleich gesellschaftspolitisches Ziel zu erkennen: Es geht ihr letztendlich um die Verbesserung der Lebens- und Chancen des Aufwachsens von Kindern, insbesondere von kleinen Kindern und insbesondere an Orten wie dem Kindergarten, den Kitas und den Horten.
Mit anderen Worten, es ging darum, das Verhältnis zwischen kleinen Kindern und ihnen fremden Erwachsenen analytisch zu durchdringen sowie zum Wohle der Kinder zu gestalten. Es war ihr klar, dass Begriffe wie „Liebe zu den Kindern“ oder „begnadete Erzieherinnen“, eher in die Kiste der Illusionen und der Ideologien gehören, für die alltägliche Praxis in den Einrichtungen aber nichts taugten.
Die zentrale Kategorie der lebenslangen Auseinandersetzungen in Wissenschaft und Hochschule, in Forschung und Arbeit in und an der Praxis war fürderhin die der „Profession“, und das in einem breiten, umfassenden Verständnis. Es ging Marile Karsten dabei zum einen um ein analytisches Verständnis dieser seltsamen Form der Arbeit, die wir „personenbezogene Dienstleistung“ nennen, hauptsächlich der Arbeit mit kleinen Kindern aber auch später, der Arbeit mit Kranken und zu Pflegenden, mit behinderten Menschen und mit schwer erträglichen Jugendlichen. Zum anderen geht es bei „Profession“ auch immer um ein gesellschafts- und berufsbezogenes Verhältnis, wie es vor allem Andrew Abbott in seiner wegweisenden Publikation „The System of Profession“ angesprochen hat. Wofür ist eine bestimmte Profession „zuständig“, was traut ihr die Gesellschaft zu und welche Menschengruppen traut sie ihr an, vor allem aber, welche Position und welchen Einfluss hat eine Profession in einer bestimmten Gesellschaft?
Mit diesem Verständnis von Profession ist auch das Aktionsfeld von Marile Karsten umrissen: es reicht von der kleinteiligen Untersuchung von Haltung und Handeln der Professionellen im konkreten Alltag ihrer Praxis bis hin zu gewerkschaftlichen sowie wissenschafts- und bildungspolitischen Aktivitäten mannigfaltiger Art.

## Fachgesellschaften und Netzwerke
Karsten war in vielen verschiedenen Funktionen und Netzwerken aktiv, wie die folgende Liste aufzeigt:
- Kommission Sozialpädagogik in der Deutschen Gesellschaft für Erziehungswissenschaft (DGfE),
- Kommission Frauenforschung in der DGfE[6]
- Sprecherinnenrat des Bundeskongress Soziale Arbeit
- Beirat: BA - Soziale Arbeit, MA Soziale Arbeit online (BASA- und MAPS-online)[7]
- Beraterin des Netzwerkknoten NON des NIFBE: Niedersächsisches Forschungsinstitut für Bildung und Erziehung im Kindesalter[8]
- Die Akkreditierungsagentur im Bereich Gesundheit und Soziales (AHPGS)[9]